# Eliades Ochoa
Eliades Ochoa (Songo – La Maya, 1946. július 22. –) kubai gitáros, énekes. 
1946. június 22-én született Santiago de Cuba mellett egy kis faluban. Főként tradicionális kubai zenét játszik. Zenészkarrierje korán indult: már gyermekfejjel Santiago de Cuba utcáin gitározott és énekelt, kalapozással keresett pénzt szülei segítségére. 17 évesen már önálló népzenei rádióműsora volt, később tagja, azután vezetője lett a Cuarteto Patria Cuba zenekarnak, amelyet azelőtt Compay Segundo irányított. Világszerte híressé a Buena Vista Social Club tette, és népszerűsége azóta is töretlen.
A Buena Vista kapcsán Grammy-díjat kapott, majd 2001-ben újra jelölték Sublime Illusion albumáért. Magyarországon több alkalommal is járt.

## Albumok
Harina de maíz criolla (1980)

Son de Oriente (1980)

María Cristina me quiere gobernar (1982)

Chanchaneando con Compay Segundo (1989)

La parranda del Teror con el Cuarteto Patria (1992)

A una coqueta (1993)

Se soltó un león (1993)

La trova de Santiago de Cuba. ¡Ay, mamá, qué bueno! (1995)

Eliades Ochoa y el Cuarteto Patria (1996)

Buena Vista Social Club (1997)

CubÁfrica (1996)

Cuidadito Compay gallo...que llegó el perico (1998)

Continental Drifter (1999)

Sublime Ilusión (1999)

Tributo al Cuarteto Patria (2000)

Estoy como nunca (2002)

Las 5 leyendas (2005)

AfroCubism (2010)

Un Bolero Para Ti (2011)

Mi guitarra canta (2011)

Eliades y la Banda del Jigüe (2011)

Lo más reciente de Eliades Ochoa (2012)

El Eliades que Soy (2014)

Lost and Found (2015)

Los años no determinan (2016)

## Díjak
- 2012: Latin Grammy-díj